# Defensa personal
La defensa personal (del llatí defēnsa personālis) o autodefensa (de l'anglès self-defense) és un conjunt d'habilitats tecnicotàctiques encaminades a impedir o repel·lir una agressió, realitzades per un mateix i per a si mateix.
També rep altres denominacions com autoprotecció o seguretat personal, però aquests conceptes tenen un àmbit més ampli, on destaca fonamentalment el component preventiu

## Història

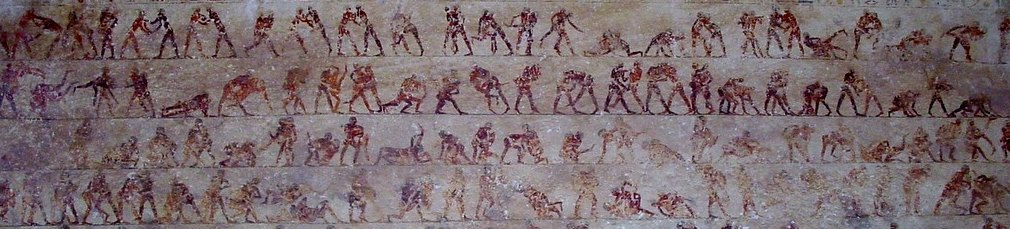
Escenes de lluita a les tombes de Beni Hassan (Egipte) 2000 a.C.

La història de la lluita cos a cos es remunta als orígens de la humanitat, com a expressió de la rivalitat natural. De fet, la lluita per la supervivència és anterior a l'home (ex: animals).

## Tipus de defensa personal[5]
La defensa personal pot ser genèrica o especialitzada (femenina, infantil, etc), resultant més eficaç com més adaptada estigui a les necessitats pròpies de cada persona, atenent les seves característiques, al tipus d'agressions que poden patir amb més freqüència, etc.

## Característiques de la defensa personal
Les habilitats tecnicotàctiques de la defensa personal han de ser eficaces per aconseguir l'objectiu d'evitar o repel·lir l'agressió.
Es poden utilitzar tot tipus de recursos disponibles sense més límit que el marcat per la legislació. Resultant, d'aquesta manera, una matèria multidisciplinària que conté habilitats de les diverses arts marcials i militars, dels esports de contacte i lluita, d'altres tipus de lluita poc ortodoxes com la lluita de carrer, així com d'habilitats verbals.
La defensa personal està formada per habilitats tecnicotàctiques tant defensives com ofensives i, quan és possible, s'ha d'aplicar anticipant-se al desenvolupament de l'acció atacant de l'agressor.
- "Defensar-se" no sempre consisteix a utilitzar només habilitats "defensives" que no minvin la capacitat atacant i contínua dels agressors (en condicions de superioritat física i / o numèrica) esperant que refusin per fatiga o autolesió. En la realitat, aconseguir defensar-se així resulta molt poc probable, fins i tot per a un expert.

- "Defensar-se" no sempre consisteix en esperar que es produeixi l'agressió, a vegades és recomanable anticipar-se quan l'agressió és imminent. Si esperem que ens colpegen, apunyalin o disparin ... possiblement ja no podrem defensar-nos.

## Fonaments[7][8]
La nostra seguretat física és sempre la major prioritat ("la seguretat és el primer").
La defensa física és sempre l'últim recurs i exclusivament en resposta a agressions de tipus físic.
El recurs més efectiu és sempre evitar l'enfrontament, especialment aquell que comporta l'agressió física, ja que el resultat de tot enfrontament és incert (ex: contusions fortuïtes, armes ocultes, còmplices no detectats, ...). Tot i que és legítima la defensa dels nostres drets, com ara mantenir el nostre honor i patrimoni, resulta més important evitar posar en risc la vida. No obstant això, quan no hi ha altra solució millor, s'ha d'afrontar amb decisió.
El "factor sorpresa" és un recurs tàctic fonamental que hem de tenir de la nostra part.
A més distància de l'agressor i com més mobilitat disposem major seguretat. Hi ha situacions de les que és molt difícil, o impossible, escapar (ex: lligats, ...), pel que no és recomanable permetre que es vagi complicant (excepte quan la situació ja és complexa en inici i estem utilitzant alguna tàctica de distracció per sorprendre l'agressor).
Hem d'utilitzar qualsevol recurs disponible que resulti efectiu: córrer, cridar, utilitzar objectes com armes, etc.
La destresa en la defensa personal depèn del grau de pràctica continuada, del seu contingut i de les limitacions personals.
L'aplicació real de les habilitats assimilades es durà a terme, generalment, en circumstàncies estressants, per la qual cosa requereix el suficient hàbit pràctic perquè s'executi com un acte reflex.

## Aspectes legals[9][10]
La defensa s'ha d'exercir dins el marc legal establert per la legítima defensa
Codi penal (Espanya) art. 20 (Llei Orgànica 10/1995, de 23 de novembre, del Codi Penal)
"Estan exempts de responsabilitat criminal:
...
4t. Qui actuï en defensa de la persona o drets propis o aliens, sempre que concorrin els requisits següents:
Primer. Agressió il·legítima. En cas de defensa dels béns es reputarà agressió il·legítima l'atac als mateixos que constitueixi delicte o falta i els posi en greu perill de deteriorament o pèrdua imminents. En cas de defensa del domicili o les seves dependències, es considera agressió il·legítima l'entrada indeguda en aquella o aquestes.
Segon. Necessitat racional del mitjà emprat per impedir-la o repel·lir-la.
Tercer. Falta de provocació suficient per part del defensor.
5è. Qui, en estat de necessitat, per evitar un mal propi o aliè lesioni un bé jurídic d'una altra persona o infringeixi un deure, sempre que concorrin els següents requisits:
Primer. Que el mal causat no sigui major que el que es tracti d'evitar.
Segon. Que la situació de necessitat no hagi estat provocada intencionadament pel subjecte.
Tercer. Que el necessitat no tingui, pel seu ofici o càrrec, obligació de sacrificar-se.
6è. Qui actuï impulsat per una por insuperable.
7è. Qui actuï en compliment d'un deure o en l'exercici legítim d'un dret, ofici o càrrec."

## Interacció amb l'agressor[12]

### La por: fisiologia i psicologia[13]
"La por només té un objectiu: la teva supervivència"
La por és la reacció física i psicològica a la "consciència" d'un perill:
- Puc no tenir por, encara que he estat davant un veritable perill, o
- Tenir por, encara que el perill no sigui real (estigui només en el meu pensament)
La por desencadenarà la reacció fisiològica (taquicàrdia, hiperventilació i sensació d'ofec, mareig, midriasi, relaxació d'esfínters, dificultat per pensar, tremolors, pèrdua de la motricitat fina, ...)
La por psicològica ens genera "pensaments" de desenllaços negatius ("em matarà", ...). La por és normal, ens protegeix de perills, però també ens impedeix fer coses que "necessitem" fer.
Reaccions davant la por:
- Atac
- Fugida
- Bloqueig / Paralització (o submissió)

### Guerra psicològica[14]
L'agressor utilitza l'estratègia de l'atac psicològic amb l'objectiu que la seva tasca sigui el més fàcil possible (la víctima ofereixi la mínima resistència).
Els recursos que utilitza per a aquest fi són: aspecte, gestos intimidants, crits, insults, amenaces, empentes, mostrar una arma, ...

### Bloqueig mental[15]
El bloqueig mental consisteix en la pèrdua de la capacitat de decidir i de reaccionar.
Es produeix perquè el cervell entra en un procés de dubte provocat per la por. El cervell "dubta" sobre:
- el que cal fer (Què faig?)
- les seves pròpies habilitats (Segur que funcionarà?)
En resum, l'objectiu de l'agressor és provocar por a la víctima, fent-li dubtar, de manera que la seva ment es bloquegi ("no puc", "em matarà", "la meva defensa no tindrà efecte")

### Gestionar la por i vèncer la guerra psicològica[16][17]
1r. Comprèn que les reaccions fisiològiques de la por (taquicàrdia, ...) són normals i ens ajuden a sobreviure. No es poden evitar (podem minimitzar-les mitjançant l'hàbit)2n. Comprèn que l'estratègia de l'agressor és "provocar por" perquè la víctima no ofereixi resistència (autoconvencent-se que no pot vèncer)3r. Mantingues la teva ment ocupada en buscar una solució i centrant-te en els seus punts febles i les teves fortaleses (no deixis que la teva ment divague, sempre vindran pensaments catastrofistes).
4t. Activa la teva "actitud de supervivència". Per això pensa en la teva major motivació per continuar vivint.

### Intentar una solució diplomàtica[18]
Un bon "negociador" és capaç d'aconseguir el seu objectiu fins i tot en les situacions més inversemblants. No obstant això, no sempre és possible.
Consells durant la negociació amb l'agressor:
- Mantenir la distància i no abaixar la guàrdia (mans a prop de la cara dissimuladament, cap lleugerament ajupit, un peu endarrerit)
- Descobrir els seus interessos subjacents ("Què vols?" El que diu és acord amb com es comporta? Segueix acostant-se ...)
- No negar-li rotundament (encara que no pensis acceptar les seves exigències)
- Pre-establir els teus límits (has de saber-los per endavant, per reaccionar instantàniament en el moment que els identifiquis). Per exemple, si estableixes que, per cap concepte, acceptaràs que et traslladin a un altre lloc (més solitari i íntim), quan vegis que et van a forçar a fer-ho (sobrepassar el teu límit) serà "el senyal" que t'indiqui que ha arribat el moment límit per reaccionar. Per descomptat, cada situació es desenvolupa en circumstàncies diferents que sempre cal valorar.
- Si no funciona, no insisteixis
- Atacar (o escapar) per sorpresa

## Tècniques[19][20]

### Posició de guàrdia

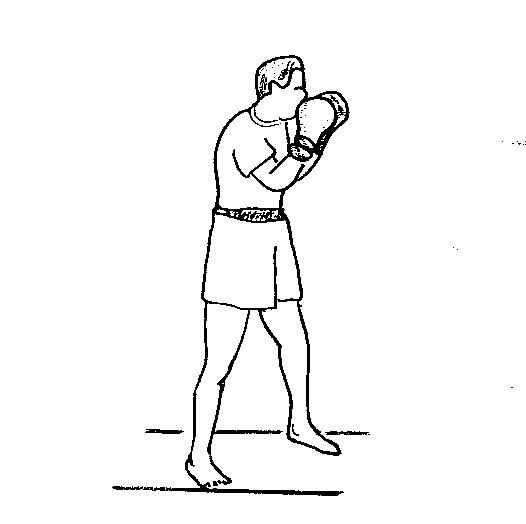

Posició corporal que ens permet reaccionar eficaçment en el menor temps possible, mantenint l'equilibri i procurant reduir les zones vulnerables exposades davant un atac imminent.

#### Extremitats inferiors
Cama dominant endarrerida, separades a una distància de l'ample de les espatlles aproximadament, tots dos peus en direcció semi-obliqua i en alineació dit-taló. Aquesta posició permet un bon equilibri i mobilitat, un bon posicionament del cos, així com bona força i abast amb les dues extremitats, el que facilita la defensa.

#### Extremitats superiors
Mans obertes o semiobertes a prop de la cara

#### Cap i tronc
Cap lleugerament ajupit
Tronc lleugerament decantat

### Desplaçaments
Canvi de posició del cos en l'espai de forma ràpida i segura.
L'objectiu principal és posicionar-se fora de la distància efectiva d'atac de l'agressor. També ens permet posicionar-nos en distàncies o angles que resultin més favorables per a la nostra acció tecnicotàctica defensiva.

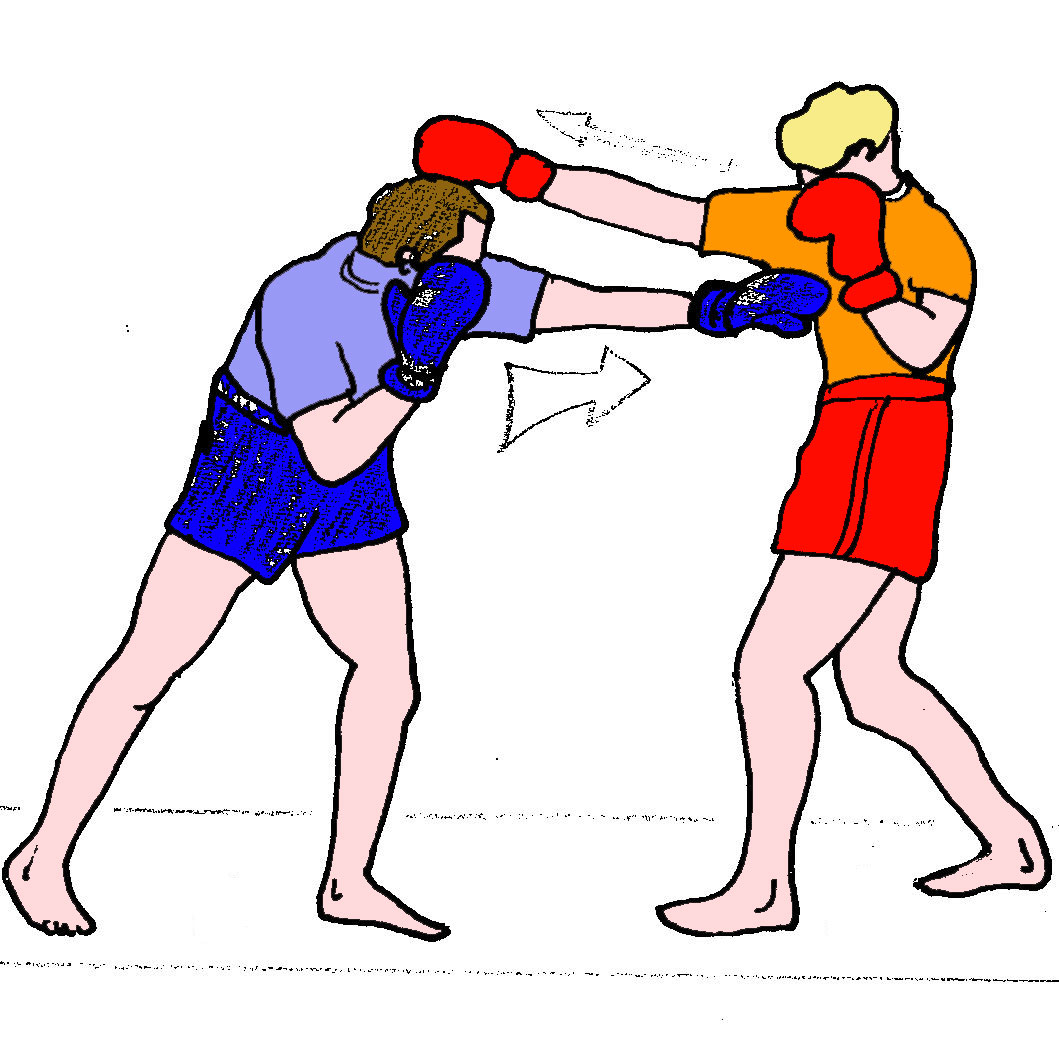

### Esquives i bloquejos
Consisteix en evitar que l'atac de l'agressor arribi al seu objectiu o, almenys, minimitzar-ne els efectes.

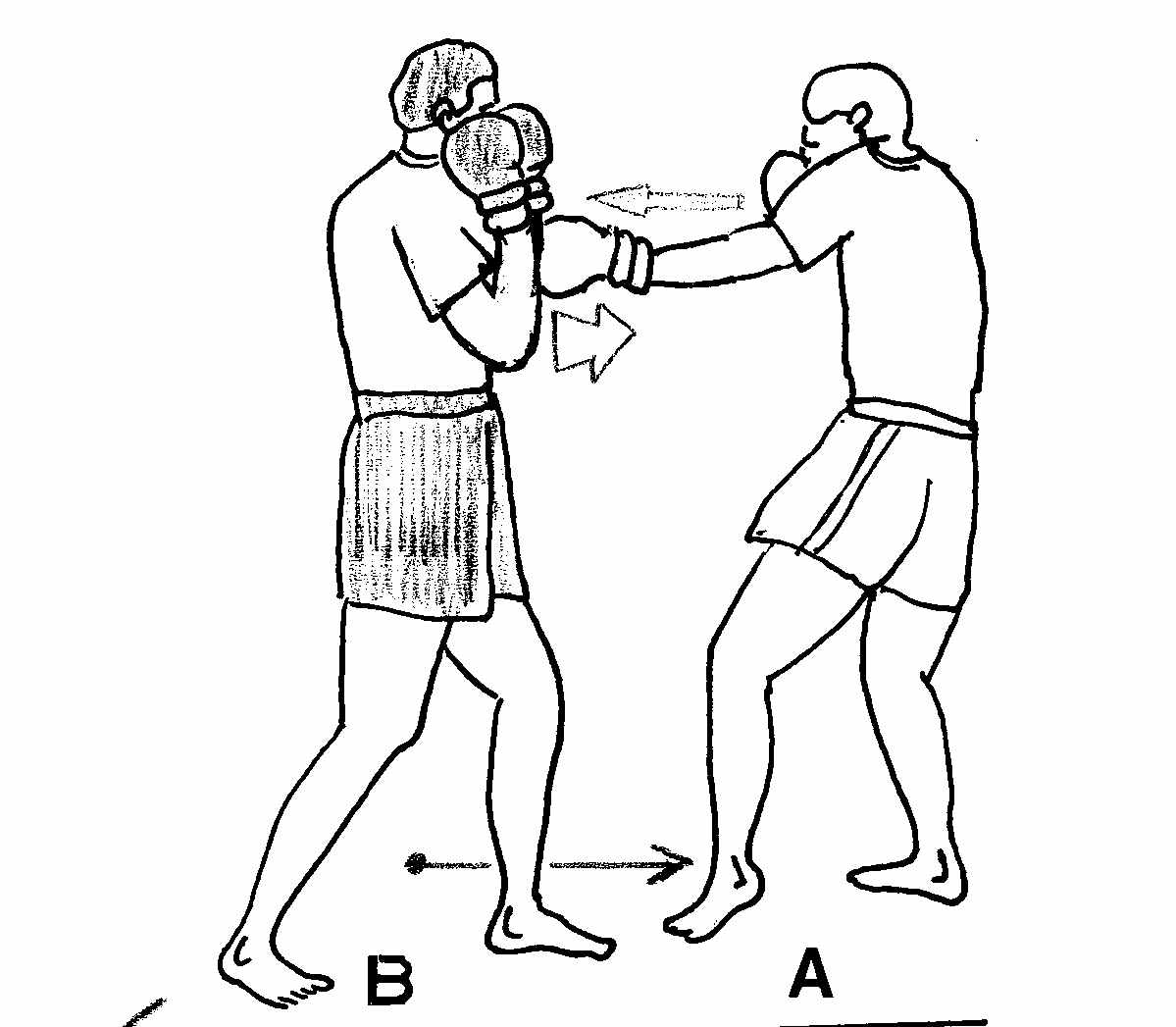

Es pot dur a terme desviant la trajectòria de l'atac de l'agressor, o movent l'objectiu del seu atac fora del seu abast o trajectòria, o bé, interposant algun element entre l'atac i l'objectiu.

### Cops
Consisteix en percutar sobre una zona del cos de l'agressor amb l'objectiu de provocar una sensació dolorosa.

#### Cap
- Frontal
- Posterior
- Lateral

#### Extremitats superiors
- Cop de palma (circular, frontal)
- Cop de revers de palma
- Cop amb el cant de la mà
- Cop de dits (en "fuetada")
- Cop de mà en "forquilla"

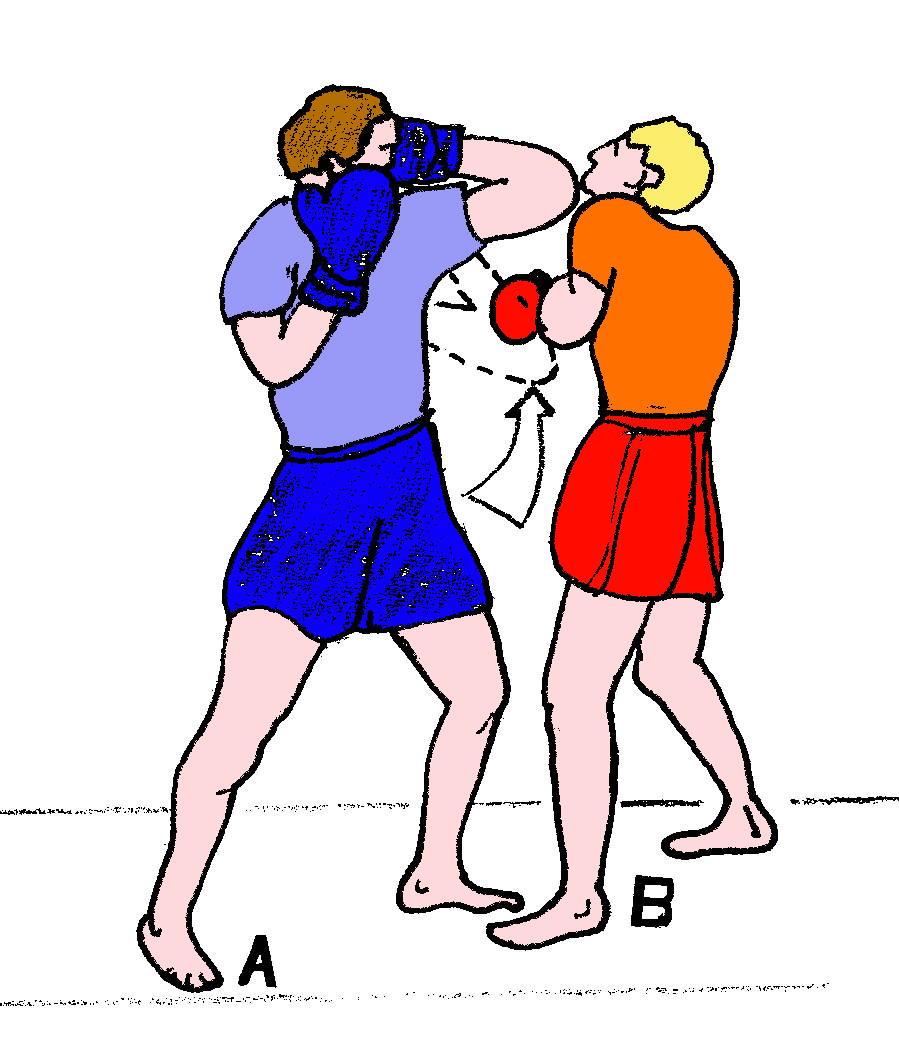

- Cop d'articulacions interfalàngiques
- Cop de puny (diverses formes: directe, circular, descendent, ...)
- Cop de revers de puny
- Cop de colze

#### Extremitats inferiors
No és recomanable elevar massa l'extremitat pel risc de perdre l'equilibri i caure a terra, o bé ser projectat després de ser capturada per l'oponent.
- Trepitjada- Cop de peu ascendent
- Cop de peu frontal
- Cop de peu frontal oblic

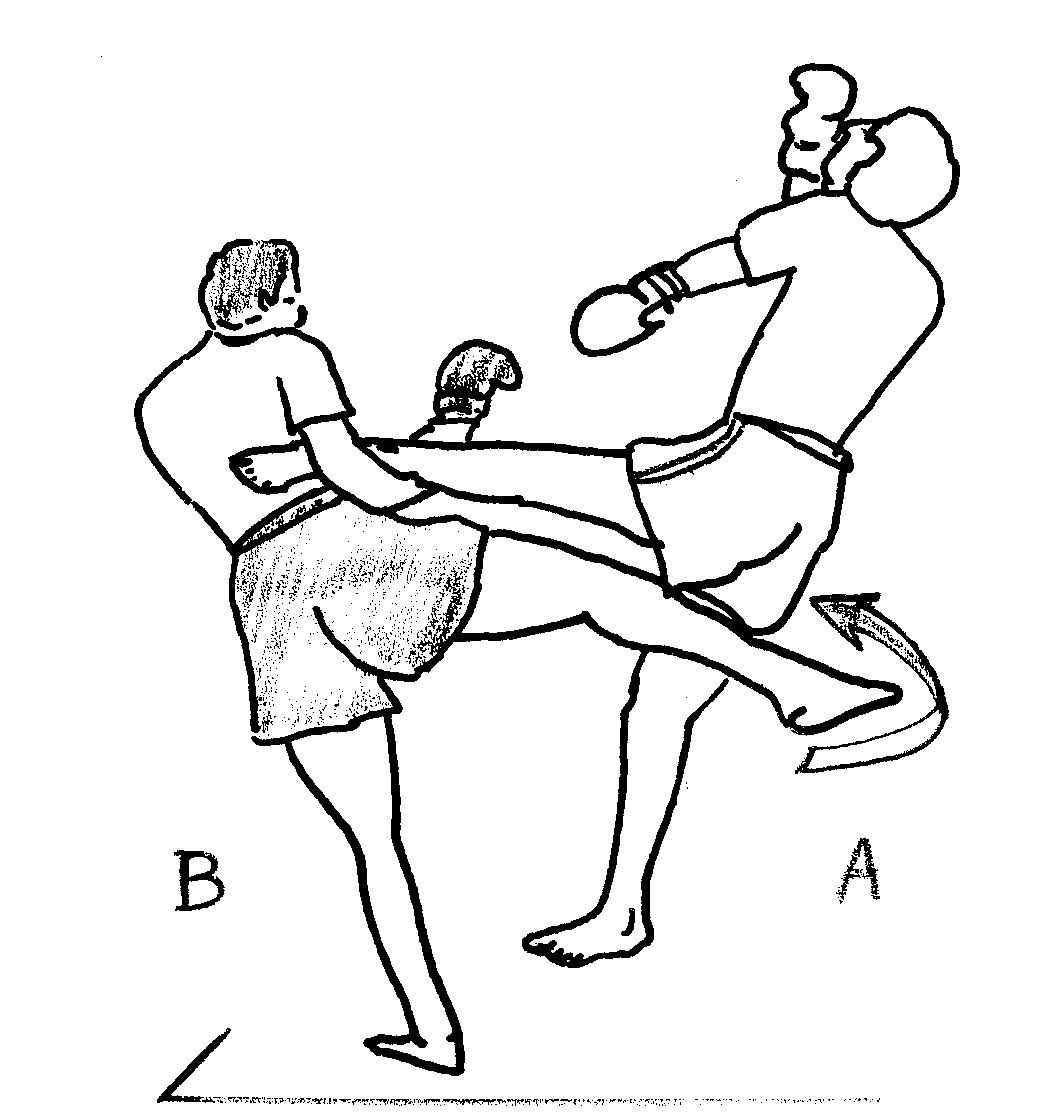

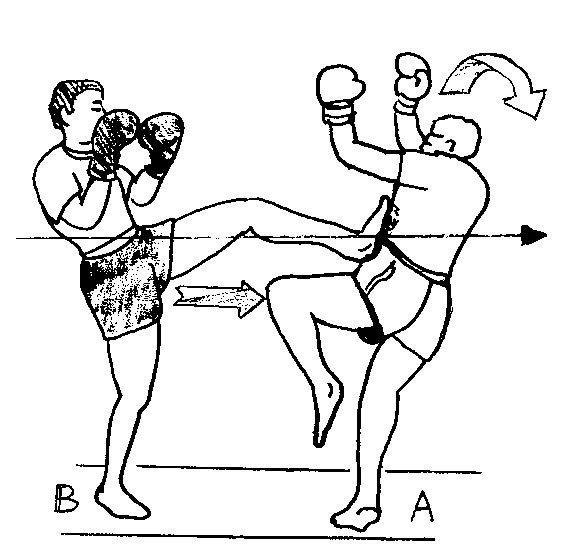

- Cop de peu circular baix- Cop de peu lateral
- Cop de peu cap enrere (o posterior)
- Cop de genoll, ascendent o circular

### Pressions
Consisteix a fer pressió, normalment sobre teixits tous, amb l'objectiu de provocar una sensació dolorosa.

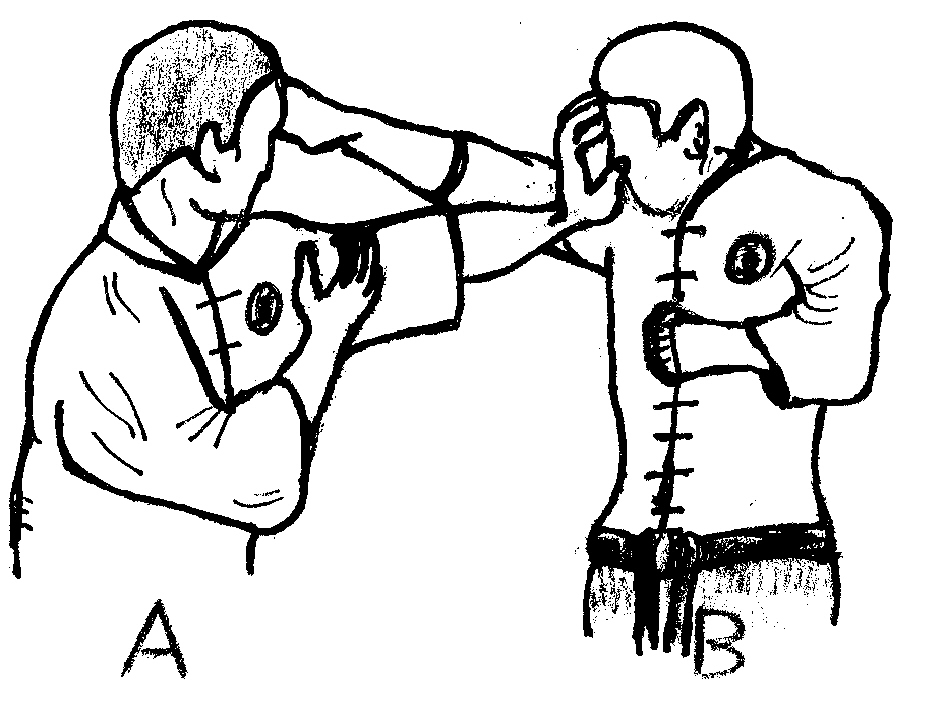

- Mossegada

- Pressió amb dits (1, 2, ... 5)
- Agafada
- Pessic

### Luxacions articulars
Consisteix en l'aplicació d'una tensió externa sobre una articulació forçant o superant els límits de la seva amplitud normal amb l'objectiu de provocar una sensació dolorosa.

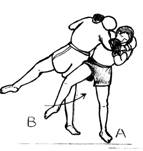

### Projeccions
Consisteixen en provocar la caiguda de l'agressor a terra, procurant mantenir-se en peu la persona que es defensa.

### Estrangulacions
Serveixen per minvar la capacitat ofensiva de l'agressor, ja que dificulten la respiració o el flux sanguini al cervell

### Tècniques a terra
El terra és el lloc a evitar, pel fet que limita la mobilitat i velocitat de desplaçament, per tant augmentarà el temps necessari per poder escapar així com per poder enfrontar-se eficaçment a més d'un agressor.
L'objectiu defensiu a terra serà, per tant, aixecar-se el més aviat possible.

### Zones d'atac
Les zones d'atac primàries (o de 1a elecció) són aquelles que siguin més sensibles al dolor i que actuant sobre elles, a mà buida o amb un objecte, incapacitin temporalment a qualsevol tipus d'agressor, independentment de la seva massa muscular (p. ex : ulls, gola, entrecuix). La resta de zones (nas, mentó, abdomen, costelles, cuixa, articulacions, ...) també poden resultar efectives depenent del tipus d'agressor, per això són secundàries (o de 2a elecció).

### Objectes
Es poden utilitzar qualsevol tipus d'objectes que tinguem al nostre abast amb l'objectiu d'augmentar el nostre potencial defensiu.
Els objectes utilitzats com a instruments de defensa així com l'ús que es faci d'ells hauran de complir la normativa legal.